# Les Arcs Film Festival
Het Les Arcs Film Festival of Festival du Cinéma Européen des Arcs is een jaarlijks filmfestival voor onafhankelijke Europese cinema in het Franse wintersportgebied Les Arcs, nabij Bourg-Saint-Maurice in de Savoie. Het werd opgericht in 2009 en vindt telkens plaats in december in de week waarin het skiseizoen wordt geopend. De evenementen en screenings vinden plaats in Bourg-Saint-Maurice, Arc 1800, Arc 1950 en Arc 2000. Naar aantal aanwezigen is het filmfestival een van de grootste evenementen van de regio; in 2014 was het het 3e festival van de departementen Savoie en Haute-Savoie.